# Daniel Fauville
Pour les articles homonymes, voir Fauville.
Daniel Fauville, né en 1953 à Charleroi, est un peintre, dessinateur, sculpteur (bronze) et pastelliste belge.

## Biographie
Daniel Fauville naît en 1953 à Charleroi,.
Il étudie les arts graphiques et publicitaires à l'IATA de Namur, suit des cours d'art plastique à l'ICET de Charleroi et fréquente les ateliers de sérigraphie et de gravure à l'Académie des Beaux-Arts de Charleroi.
Peintre et sculpteur, il vit et travaille dans sa ville natale, réalise des sculptures en bronze selon la technique de la cire perdue. Il puise son inspiration dans un passé récent, où les structures technologiques des aciéries et des charbonnages dominaient le paysage belge ; il l'évoque par des métaphores et en assimilant ces structures à la sculpture religieuse, le mausolée tombant dans un état d'abandon, avec des colonnes brisées, des sorties ouvertes et des contreforts volants érodés. Certaines de ses œuvres sont achetées par le ministère français de la culture. Il participe à de nombreuses expositions collectives belges et internationales.